# Eagle (bilmærke)
 For alternative betydninger, se Eagle. (Se også artikler, som begynder med Eagle)
Eagle var et af den amerikanske bilfabrikant Chrysler mellem 1987 og 1998 markedsført bilmærke.
Efter at Chrysler i august 1987 havde opkøbt AMC, valgte de 1.453 AMC/Jeep-forhandlere at kalde sig Eagle. De solgte ligesom Jeep-modellerne før restbestande af AMC Eagle, samt den af AMC introducerede Eagle Premier og i de senere år visse udvalgte modeller fra Chrysler-koncernen og Mitsubishi-bilmodeller i mere eller mindre uforandret tilstand.

## Modeller
- Eagle Medallion (1987−1989, på basis af Renault 21).
- Eagle Premier (1987−1991, på basis af Renault 25).
- Eagle Summit (1988−1996, på basis af Mitsubishi Lancer, Mitsubishi Colt og Mitsubishi Space Wagon).
- Eagle Vista (1989−1992, på basis af Mitsubishi Lancer, Mitsubishi Colt og Mitsubishi Space Wagon, kun solgt i Canada).
- Eagle Talon (1989−1998, på basis af Mitsubishi Eclipse hhv. Plymouth Laser).
- Eagle Vision (1992−1997, på basis af Dodge Intrepid).
- Eagle 2000 GTX (1992−1993, på basis af Mitsubishi Galant, kun solgt i Canada).